# Carolus Lwanga

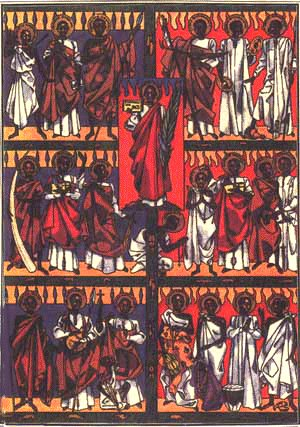
Carolus Lwanga en zijn volgelingen

Carolus Lwanga (Bulimu, 1865 - Namugongo, 3 juni 1886) is een van de martelaren van Oeganda en is een heilige in de rooms-katholieke en Anglicaanse Kerk.

## Levensloop
Nadat onder koning Mutesa I christelijke missionarissen in Oeganda waren begonnen, stonden zij onder koning Mwanga II onder grote druk. Aan het hof van de koning waren echter al velen tot het christelijk geloof overgegaan. Carolus Lwanga was de leider van de koninklijke pages en was in juni 1885 overgegaan tot het christendom. Nadat Denis Ssebuggwawos vermoord was, liet koning Mwanga bekendmaken, dat eenieder aan het hof die zich aan het gebed zou wijden, gedood zou worden. Op 27 mei 1886 riep de koning een rechtszitting bijeen. Hier sprak hij: "Degenen van jullie die niet bidden, moeten aan mijn zijde blijven. De anderen moeten zich aan de muur hiertegenover opstellen." Carolus Lwanga en 15 andere pages gingen bij de muur staan. Twee werden er kort daarop vermoord, terwijl de anderen naar Namugongo gebracht werden, waar ze in strobundels op een brandstapel verbrand werden.

## Verering

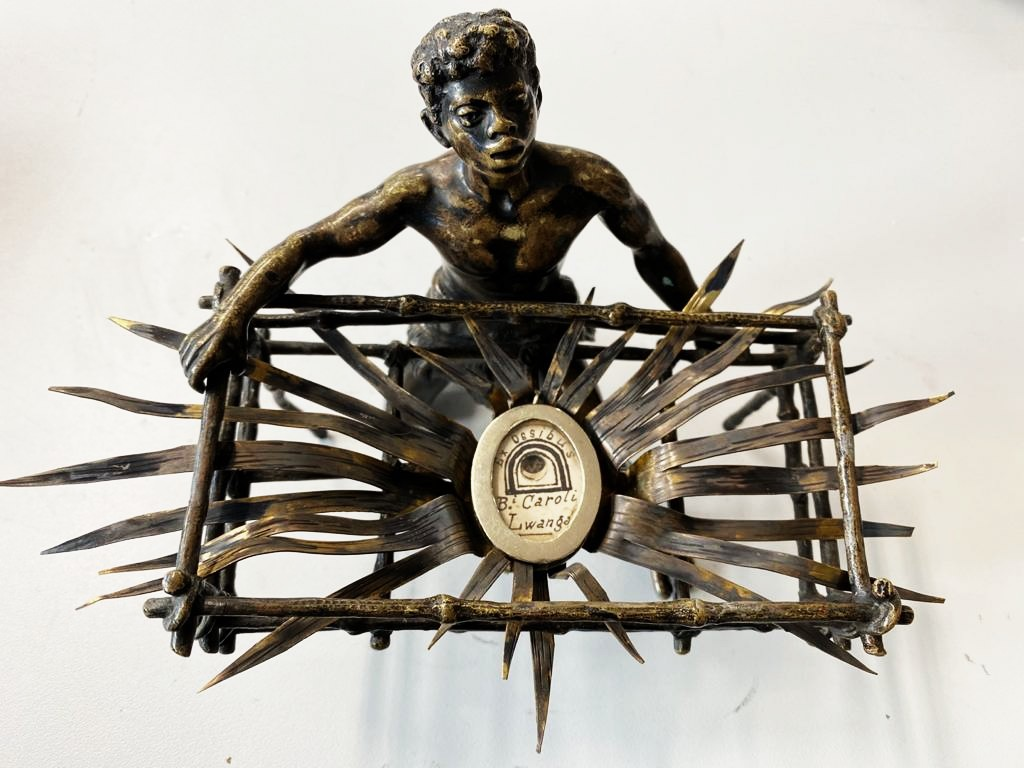
Bronzen reliekschrijn met een botsplinter van St. Karl Lwanga (in particulier bezit)

Paus Benedictus XV verklaarde Carolus Lwanga en de andere pages in 1920 zalig. Hun heiligverklaring volgde op 18 oktober 1964 door paus Paulus VI. In 1934 werd Lwanga uitgeroepen tot patroon van de Afrikaanse jeugd. De gedenkdag van Carolus Lwanga en gezellen is zowel in de rooms-katholieke kerk als in de anglicaanse kerk op 3 juni.